# Thaiföld a 2012. évi nyári olimpiai játékokon
Thaiföld a nagy-britanniai Londonban megrendezett 2012. évi nyári olimpiai játékok egyik részt vevő nemzete volt. Az országot az olimpián 15 sportágban 37 sportoló képviselte, akik összesen 3 érmet szereztek.

## Érmesek
| Érem  | Versenyző          | Sportág    | Versenyszám     |
| ----- | ------------------ | ---------- | --------------- |
| Ezüst | Kaeo Pongprayoon   | Ökölvívás  | Férfi papírsúly |
| Ezüst | Phimsziri Szirikeo | Súlyemelés | Női 58 kg       |
| Bronz | Chanatip Sonkham   | Taekwondo  | Női légsúly     |

## Asztalitenisz
Női
| Versenyző         | Versenyszám | Selejtező         | 64-es főtábla                                                       | 48-as főtábla                                          | 32-es főtábla     | Nyolcaddöntő      | Negyeddöntő       | Elődöntő          | Döntő             | Helyezés |
| Versenyző         | Versenyszám | Ellenfél Eredmény | Ellenfél Eredmény                                                   | Ellenfél Eredmény                                      | Ellenfél Eredmény | Ellenfél Eredmény | Ellenfél Eredmény | Ellenfél Eredmény | Ellenfél Eredmény | Helyezés |
| ----------------- | ----------- | ----------------- | ------------------------------------------------------------------- | ------------------------------------------------------ | ----------------- | ----------------- | ----------------- | ----------------- | ----------------- | -------- |
| Nanthana Khamvong | Egyes       | erőnyerő          | Lei Huang Mendes (POR) · 4–11, 3–11, 11–6, 12–14, 11–8, 11–2, 12–10 | Iveta Vacenovská (CZE) · 16–14, 6–11, 4–11, 5–11, 3–11 | kiesett           | kiesett           | kiesett           | kiesett           | kiesett           | 33.      |

## Atlétika
Férfi
| Versenyző                       | Versenyszám | Selejtező | Selejtező | Döntő    | Döntő    |
| Versenyző                       | Versenyszám | Eredmény  | Helyezés  | Eredmény | Helyezés |
| ------------------------------- | ----------- | --------- | --------- | -------- | -------- |
| Supanara Sukhasvasti Na Ayudhya | Távolugrás  | 738 cm    | 33.*      | kiesett  | kiesett  |

Női
| Versenyző      | Versenyszám | Selejtező | Selejtező | Döntő    | Döntő    |
| Versenyző      | Versenyszám | Eredmény  | Helyezés  | Eredmény | Helyezés |
| -------------- | ----------- | --------- | --------- | -------- | -------- |
| Wanida Boonwan | Magasugrás  | 180 cm    | 29.**     | kiesett  | kiesett  |

* – egy másik versenyzővel azonos eredményt ért el

** – négy másik versenyzővel azonos eredményt ért el

## Cselgáncs
Férfi
| Versenyző        | Versenyszám  | Selejtező         | 32-es főtábla                               | Nyolcaddöntő      | Negyeddöntő       | Elődöntő          | Vigaszág elődöntő | Bronz- mérkőzés   | Döntő             | Helyezés |
| Versenyző        | Versenyszám  | Ellenfél Eredmény | Ellenfél Eredmény                           | Ellenfél Eredmény | Ellenfél Eredmény | Ellenfél Eredmény | Ellenfél Eredmény | Ellenfél Eredmény | Ellenfél Eredmény | Helyezés |
| ---------------- | ------------ | ----------------- | ------------------------------------------- | ----------------- | ----------------- | ----------------- | ----------------- | ----------------- | ----------------- | -------- |
| Teerawat Homklin | Félnehézsúly |                   | Najdangín Tüvsinbajar (MGL) · 000(0)–101(0) | kiesett           | kiesett           | kiesett           |                   |                   |                   | 17.      |

## Evezés
Női
| Versenyző           | Versenyszám  | Előfutam | Előfutam | Vigaszág | Vigaszág | Negyeddöntő | Negyeddöntő | Elődöntő | Elődöntő | Elődöntő | Döntő | Döntő   | Döntő | Helyezés |
| Versenyző           | Versenyszám  | Idő      | Hely.    | Idő      | Hely.    | Idő         | Hely.       | Típus    | Idő      | Hely.    | Típus | Idő     | Hely. | Helyezés |
| ------------------- | ------------ | -------- | -------- | -------- | -------- | ----------- | ----------- | -------- | -------- | -------- | ----- | ------- | ----- | -------- |
| Phuttharaksza Nikri | Egypárevezős | 7:52,62  | 4.       |          |          | 8:16,50     | 6.          | C/D      | 8:03,91  | 3.       | C     | 8:34,11 | 5.    | 17.      |

## Íjászat
Férfi
| Versenyző         | Versenyszám | Selejtező | Selejtező | 64-es főtábla                      | 32-es főtábla     | Nyolcaddöntő      | Negyeddöntő       | Elődöntő          | Döntő             | Helyezés |
| Versenyző         | Versenyszám | Pont      | Kiemelt   | Ellenfél Eredmény                  | Ellenfél Eredmény | Ellenfél Eredmény | Ellenfél Eredmény | Ellenfél Eredmény | Ellenfél Eredmény | Helyezés |
| ----------------- | ----------- | --------- | --------- | ---------------------------------- | ----------------- | ----------------- | ----------------- | ----------------- | ----------------- | -------- |
| Witthaya Thamwong | Egyéni      | 662       | 38.       | Thomas Faucheron (FRA) (27.) · 0–6 | kiesett           | kiesett           | kiesett           | kiesett           | kiesett           | 33.      |

## Kajak-kenu

### Szlalom
| Versenyző               | Versenyszám       | Selejtező | Selejtező | Selejtező | Selejtező | Selejtező     | Selejtező     | Elődöntő | Elődöntő | Döntő   | Döntő    |
| Versenyző               | Versenyszám       | 1. futam  | 1. futam  | 2. futam  | 2. futam  | Jobb eredmény | Jobb eredmény | Elődöntő | Elődöntő | Döntő   | Döntő    |
| Versenyző               | Versenyszám       | Pont      | Hely.     | Pont      | Hely.     | Pont          | Hely.         | Pont     | Hely.    | Pont    | Helyezés |
| ----------------------- | ----------------- | --------- | --------- | --------- | --------- | ------------- | ------------- | -------- | -------- | ------- | -------- |
| Hermann Ludwig Husslein | Férfi kajak egyes | 100,67    | 19.       | 95,11     | 17.       | 95,11         | 19.           | kiesett  | kiesett  | kiesett | kiesett  |

## Kerékpározás

### Országúti kerékpározás
Női
| Versenyző         | Versenyszám   | Idő           | Helyezés      |
| ----------------- | ------------- | ------------- | ------------- |
| Jutatip Maneephan | Mezőnyverseny | nem ért célba | nem ért célba |

## Lovaglás
Lovastusa
| Versenyző  | Ló         | Versenyszám | Díjlovaglás | Díjlovaglás | Tereplovaglás | Tereplovaglás | Tereplovaglás | Díjugratás | Díjugratás  | Díjugratás | Díjugratás | Végeredmény | Végeredmény |
| Versenyző  | Ló         | Versenyszám | Díjlovaglás | Díjlovaglás | Tereplovaglás | Tereplovaglás | Tereplovaglás | Selejtező  | Selejtező   | Selejtező  | Döntő      | Végeredmény | Végeredmény |
| Versenyző  | Ló         | Versenyszám | Bünt.       | Hely.       | Bünt.         | Bünt. össz.   | Hely.         | Bünt.      | Bünt. össz. | Hely.      | Bünt.      | Bünt.       | Helyezés    |
| ---------- | ---------- | ----------- | ----------- | ----------- | ------------- | ------------- | ------------- | ---------- | ----------- | ---------- | ---------- | ----------- | ----------- |
| Nina Ligon | Butts Leon | Egyéni      | 53,90       | 48.         | 16,00         | 69,90         | 22.           | 22,00      | 91,90       | 41.        | kiesett    | 91,90       | 41.         |

## Ökölvívás
Férfi
| Versenyző        | Versenyszám | Selejtező                     | Nyolcaddöntő                  | Negyeddöntő                            | Elődöntő                       | Döntő                     | Helyezés |
| Versenyző        | Versenyszám | Ellenfél Eredmény             | Ellenfél Eredmény             | Ellenfél Eredmény                      | Ellenfél Eredmény              | Ellenfél Eredmény         | Helyezés |
| ---------------- | ----------- | ----------------------------- | ----------------------------- | -------------------------------------- | ------------------------------ | ------------------------- | -------- |
| Kaeo Pongprayoon | Papírsúly   | Mohamed Flissi (ALG) · 19–11  | Carlos Quipo (ECU) · 10–6     | Alekszandar Alekszandrov (BUL) · 16–10 | David Ajrapetyan (RUS) · 13–12 | Cou Si-ming (CHN) · 13–10 |          |
| Chatchai Butdee  | Légsúly     | Selçuk Eker (TUR) · 24–10     | Robeisy Ramírez (CUB) · 10–22 | kiesett                                | kiesett                        | kiesett                   | 9.       |
| Sailom Adi       | Könnyűsúly  | Gani Zsajlauov (KAZ) · 12–12+ | kiesett                       | kiesett                                | kiesett                        | kiesett                   | 17.      |

## Sportlövészet
Férfi
| Versenyző               | Versenyszám          | Selejtező | Selejtező | Döntő   | Döntő    |
| Versenyző               | Versenyszám          | Pont      | Helyezés  | Pont    | Helyezés |
| ----------------------- | -------------------- | --------- | --------- | ------- | -------- |
| Csakkrit Phanitphatikam | Légpisztoly          | 566       | 37.       | kiesett | kiesett  |
| Csakkrit Phanitphatikam | Gyorstüzelő pisztoly | 578       | 15.       | kiesett | kiesett  |
| Csakkrit Phanitphatikam | Szabadpisztoly       | 558       | 14.       | kiesett | kiesett  |

Női
| Versenyző             | Versenyszám   | Selejtező | Selejtező | Döntő   | Döntő    |
| Versenyző             | Versenyszám   | Pont      | Helyezés  | Pont    | Helyezés |
| --------------------- | ------------- | --------- | --------- | ------- | -------- |
| Tanyaporn Prucksakorn | Légpisztoly   | 383       | 11.       | kiesett | kiesett  |
| Tanyaporn Prucksakorn | Sportpisztoly | 586       | 2.        | 778,4   | 8.       |
| Naphaswan Yangpaiboon | Sportpisztoly | 566       | 36.       | kiesett | kiesett  |
| Naphaswan Yangpaiboon | Légpisztoly   | 370       | 41.       | kiesett | kiesett  |
| Sutiya Jiewchaloemmit | Skeet         | 65        | 11.       | kiesett | kiesett  |

## Súlyemelés
Férfi
| Versenyző                | Versenyszám | Szakítás | Szakítás | Lökés    | Lökés    | Összesen | Helyezés |
| Versenyző                | Versenyszám | Eredmény | Helyezés | Eredmény | Helyezés | Összesen | Helyezés |
| ------------------------ | ----------- | -------- | -------- | -------- | -------- | -------- | -------- |
| Atthaphon Daengchanthuek | 69 kg       | 130      | 18.      | 170      | 14.      | 300      | 16.      |
| Chatuphum Chinnawong     | 77 kg       | 157      | 4.       | 191      | 4.       | 348      | 4.       |
| Pitaya Tibnoke           | 85 kg       | 152      | 14.      | 196      | 10.      | 348      | 12.      |

Női
| Versenyző             | Versenyszám | Szakítás                 | Szakítás                 | Lökés    | Lökés    | Összesen | Helyezés |
| Versenyző             | Versenyszám | Eredmény                 | Helyezés                 | Eredmény | Helyezés | Összesen | Helyezés |
| --------------------- | ----------- | ------------------------ | ------------------------ | -------- | -------- | -------- | -------- |
| Sirivimon Pramongkhol | 48 kg       | 82                       | 4.                       | 109      | 4.       | 191      | 4.       |
| Panida Khamsri        | 48 kg       | érvényes kísérlet nélkül | érvényes kísérlet nélkül | kiesett  | kiesett  | kiesett  | kiesett  |
| Phimsziri Szirikeo    | 58 kg       | 100                      | 9.                       | 136      | 2.       | 236      |          |
| Rattikan Kunnoj       | 58 kg       | 100                      | 9.                       | 134      | 3.       | 234      | 4.       |

## Taekwondo
Férfi
| Versenyző      | Versenyszám | Nyolcaddöntő               | Negyeddöntő       | Elődöntő          | Vigaszág elődöntő         | Bronz- mérkőzés         | Döntő             | Helyezés |
| Versenyző      | Versenyszám | Ellenfél Eredmény          | Ellenfél Eredmény | Ellenfél Eredmény | Ellenfél Eredmény         | Ellenfél Eredmény       | Ellenfél Eredmény | Helyezés |
| -------------- | ----------- | -------------------------- | ----------------- | ----------------- | ------------------------- | ----------------------- | ----------------- | -------- |
| Pen-Ek Karaket | Légsúly     | I Dehun (KOR) · 7–8 (h.h.) |                   |                   | Tamer Bayoumi (EGY) · 6–4 | Óscar Muñoz (COL) · 4–6 |                   | 5.       |

Női
| Versenyző         | Versenyszám | Nyolcaddöntő                           | Negyeddöntő               | Elődöntő                    | Vigaszág elődöntő | Bronz- mérkőzés              | Döntő             | Helyezés |
| Versenyző         | Versenyszám | Ellenfél Eredmény                      | Ellenfél Eredmény         | Ellenfél Eredmény           | Ellenfél Eredmény | Ellenfél Eredmény            | Ellenfél Eredmény | Helyezés |
| ----------------- | ----------- | -------------------------------------- | ------------------------- | --------------------------- | ----------------- | ---------------------------- | ----------------- | -------- |
| Chanatip Sonkham  | Légsúly     | Krisztyina Grivacsova-Kim (RUS) · 13–0 | Yang Shu-chun (TPE) · 6–0 | Brigitte Yagüe (ESP) · 9–10 |                   | Elizabeth Zamora (GUA) · 8–0 |                   |          |
| Rangsiya Nisaisom | Pehelysúly  | Tseng Li-Cheng (TPE) · 1–4             | kiesett                   | kiesett                     |                   |                              |                   | 11.      |

## Tollaslabda
| Versenyző                               | Versenyszám  | Csoportkör | Csoportkör | Nyolcaddöntő                        | Negyeddöntő                                                                | Elődöntő          | Bronz- mérkőzés   | Döntő             | Helyezés |
| Versenyző                               | Versenyszám  | Ellenfél Eredmény | Hely.      | Ellenfél Eredmény                   | Ellenfél Eredmény                                                          | Ellenfél Eredmény | Ellenfél Eredmény | Ellenfél Eredmény | Helyezés |
| --------------------------------------- | ------------ | --- | ---------- | ----------------------------------- | -------------------------------------------------------------------------- | ----------------- | ----------------- | ----------------- | -------- |
| Boonsak Ponsana                         | Férfi egyes  | E csoport · Chen Long (CHN) · 12–21, 17–21 | 2.         | kiesett                             | kiesett                                                                    | kiesett           | kiesett           | kiesett           | 17.      |
| Bodin Isara Maneepong Jongjit           | Férfi páros  | B csoport · Dél-Korea (KOR) · Ko Szonghjon · Ju Jonszong · 21–15, 21–14 · Lengyelország (POL) · Adam Cwalina · Michał Łogosz · 21–0, 21–0 · Indonézia (INA) · Muhammad Ahsan · Bona Septano · 21–11, 21–16 | 1.         |                                     | Malajzia (MAS) · Koo Kien Keat · Tan Boon Heong · 16–21, 18–21             | kiesett           | kiesett           | kiesett           | 5.       |
| Inthanon Ratchanok                      | Női egyes    | M csoport · Telma Santos (POR) · 21–12, 21–6 · Thilini Jayasinghe (SRI) · 21–13, 21–5 | 1.         | Juliane Schenk (GER) · 21–16, 21–15 | Vang Hszin (CHN) · 21–17, 18–21, 14–21                                     | kiesett           | kiesett           | kiesett           | 5.       |
| Sudket Prapakamol Saralee Thungthongkam | Vegyes páros | D csoport · Kína (CHN) · Xu Chen · Ma Jin · 19–21, 12–21 · Malajzia (MAS) · Chan Peng Soon · Goh Liu Ying · 21–1, 21–15 · Tajvan (TPE) · Chen Hung-Ling · Cheng Wen-Hsing · 21–15, 21–16                   | 2.         |                                     | Dánia (DEN) · Joachim Fischer Nielsen · Christinna Pedersen · 15–21, 13–21 | kiesett           | kiesett           | kiesett           | 5.       |

## Úszás
Férfi
| Versenyző       | Versenyszám  | Előfutam | Előfutam | Előfutam | Elődöntő | Elődöntő | Elődöntő | Döntő   | Döntő    |
| Versenyző       | Versenyszám  | Idő      | Hely.    | Össz.    | Idő      | Hely.    | Össz.    | Idő     | Helyezés |
| --------------- | ------------ | -------- | -------- | -------- | -------- | -------- | -------- | ------- | -------- |
| Nuttapong Ketin | 200 m mell   | 2:16,07  | 6.       | 30.      | kiesett  | kiesett  | kiesett  | kiesett | kiesett  |
| Nuttapong Ketin | 200 m vegyes | 2:03,91  | 3.       | 34.      | kiesett  | kiesett  | kiesett  | kiesett | kiesett  |

Női
| Versenyző            | Versenyszám | Előfutam | Előfutam | Előfutam | Elődöntő | Elődöntő | Elődöntő | Döntő   | Döntő    |
| Versenyző            | Versenyszám | Idő      | Hely.    | Össz.    | Idő      | Hely.    | Össz.    | Idő     | Helyezés |
| -------------------- | ----------- | -------- | -------- | -------- | -------- | -------- | -------- | ------- | -------- |
| Natthanan Junkrajang | 200 m gyors | 2:02,49  | 1.       | 30.      | kiesett  | kiesett  | kiesett  | kiesett | kiesett  |
| Natthanan Junkrajang | 400 m gyors | 4:16,45  | 6.       | 29.      |          |          |          | kiesett | kiesett  |

## Vitorlázás
Férfi
| Versenyző       | Versenyszám     | Futam | Futam | Futam | Futam | Futam | Futam | Futam  | Futam | Futam | Futam | Futam   | Pontszám | Helyezés |
| Versenyző       | Versenyszám     | 1     | 2     | 3     | 4     | 5     | 6     | 7      | 8     | 9     | 10    | É       | Pontszám | Helyezés |
| --------------- | --------------- | ----- | ----- | ----- | ----- | ----- | ----- | ------ | ----- | ----- | ----- | ------- | -------- | -------- |
| Ek Boonsawad    | Szörfvitorlázás | 28    | 32    | 27    | 26    | 21    | 32    | 31     | 23    | (39*) | 34    | kiesett | 254      | 33.      |
| Keerati Bualong | Laser           | 47    | 48    | 47    | 42    | 44    | 45    | (50**) | 37    | 47    | 47    | kiesett | 404      | 48.      |

Női
| Versenyző      | Versenyszám     | Futam | Futam | Futam | Futam | Futam | Futam | Futam | Futam  | Futam | Futam | Futam   | Pontszám | Helyezés |
| Versenyző      | Versenyszám     | 1     | 2     | 3     | 4     | 5     | 6     | 7     | 8      | 9     | 10    | É       | Pontszám | Helyezés |
| -------------- | --------------- | ----- | ----- | ----- | ----- | ----- | ----- | ----- | ------ | ----- | ----- | ------- | -------- | -------- |
| Napalai Tansai | Szörfvitorlázás | 24    | 24    | 23    | 23    | 25    | 25    | 18    | (27**) | 22    | 22    | kiesett | 206      | 24.      |

* – nem ért célba

** – kizárták